# 이정선 (작가)
이정선은 1967년 5월 25일 대한민국에서 태어난 방송 작가이다. 

## 집필 작품

### 드라마
- KBS2 주말연속극 《아버지가 이상해》 (2017년 3월 4일 ~ 2017년 8월 27일)
- SBS 드라마 스페셜 《너희들은 포위됐다》 (2014년 5월 7일 ~ 2014년 7월 17일)
- KBS2 주말연속극 《오작교 형제들》 (2011년 8월 6일 ~ 2012년 2월 19일)
- MBC 주말연속극 《내 인생의 황금기》 (2008년 8월 30일 ~ 2009년 3월 8일)
- SBS 드라마 스페셜 《외과의사 봉달희》 (2007년 1월 17일 ~ 2007년 3월 15일)
- MBC HD 일일연속극 《굳세어라 금순아》 (2005년 2월 14일 ~ 2005년 9월 30일)
- KBS2 예능프로그램 《김병만의 역사스페셜》 (2004년 7월 11일)
- SBS 드라마 스페셜 《순수의 시대》 (2002년 7월 3일 ~ 2002년 8월 22일)
- MBC 일일드라마 《날마다 행복해》 (1999년 10월 11일 ~ 2000년 4월 21일)
- MBC 베스트극장 《아버지의 밥상》 (1999년 3월 12일)
- MBC 베스트극장 《네발 자전거》 (1997년 10월 3일)
- MBC 월화드라마 《일곱개의 숟가락》(6부작) (1996년 12월 9일 ~ 1996년 12월 24일)
- MBC 베스트극장 《기다리는 이에게》 (1996년 5월 31일)
- MBC 베스트극장 《젓가락 행진곡》 (1996년 3월 29일)
- MBC 베스트극장 《사랑 만들기》 (1996년 1월 5일)
- MBC 베스트극장 《사랑한다면》 (1995년 11월 17일)
- MBC 베스트극장 《서울 블루스》 (1995년 10월 6일)
- MBC 월화드라마 《TV시티》 (1995년 6월 5일 ~ 1995년 7월 25일)
- MBC 청소년 성장드라마 《사춘기》 (1993년 4월 15일 ~ 1996년 8월 14일)

### 영화
- 2006년 《어느날 갑자기 두번째 이야기 - 네번째 층》 - 각본
- 2002년 《4발가락》 - 각색

## 수상 경력
- 2005년 제10회 YWCA가 뽑은 좋은 TV 프로그램상 여성부문 으뜸상
- 2005년 제7회 남녀평등방송상 대상
- 2005년 MBC 연기대상 특별상 TV부문
- 2007년 SBS 특별상
- 2007년 제34회 한국방송대상 작가상
- 2011년 KBS 연기대상 작가상